# Софийская улица (Шувалово)
Софи́йская улица — улица в Выборгском районе Санкт-Петербурга. Проходит от Елизаветинской улицы до Выборгского шоссе в историческом районе Шувалово. На восток за Выборгским шоссе продолжается улицей Хошимина.

## История
Название улицы известно с 1880-х годов. В 1920—1960-х годах также называлась Советской улицей.

## Пересечения
С запада на восток (по увеличению нумерации домов) Софийскую улицу пересекают следующие улицы:
- Елизаветинская улица — Софийская улица примыкает к ней;
- Петровская улица — примыкание;
- Первомайская улица — пересечение;
- улица Корякова — пересечение;
- Варваринская улица — пересечение;
- Выборгское шоссе — пересечение с переходом Софийской улицы в улицу Хошимина.

## Транспорт
Ближайшие к Софийской улице станции метро — «Проспект Просвещения» (около 1,2 км по прямой от конца улицы) и «Озерки» (около 1,6 км по прямой от начала улицы) 2-й (Московско-Петроградской) линии.
Движение наземного общественного транспорта по улице отсутствует.
Ближайшая к Софийской улице железнодорожная станция — Шувалово (около 200 м по прямой от начала улицы).

## Достопримечательности и общественно значимые объекты
- Большое Нижнее Суздальское озеро (у примыкания к Елизаветинской улице);
- библиотека № 8 — Елизаветинская улица, дом 8;
- дачный дом — Софийская, 5 — 1890-е гг. Памятник градостроительства и архитектуры регионального значения[3];
- дача Граве с участком (Софийская, 11) постройки конца XIX века. Памятник градостроительства и архитектуры регионального значения[4].

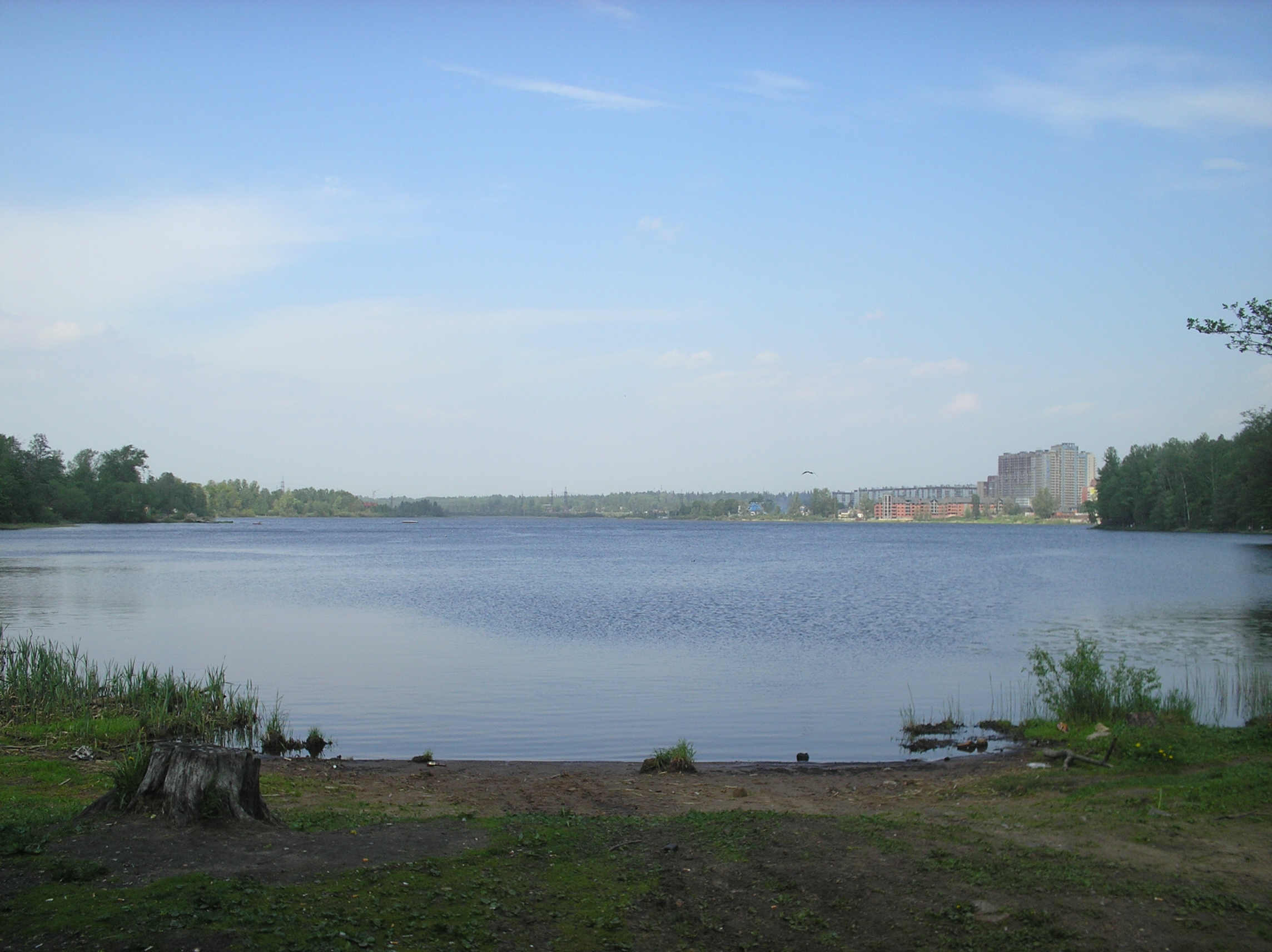
Большое Нижнее Суздальское озеро
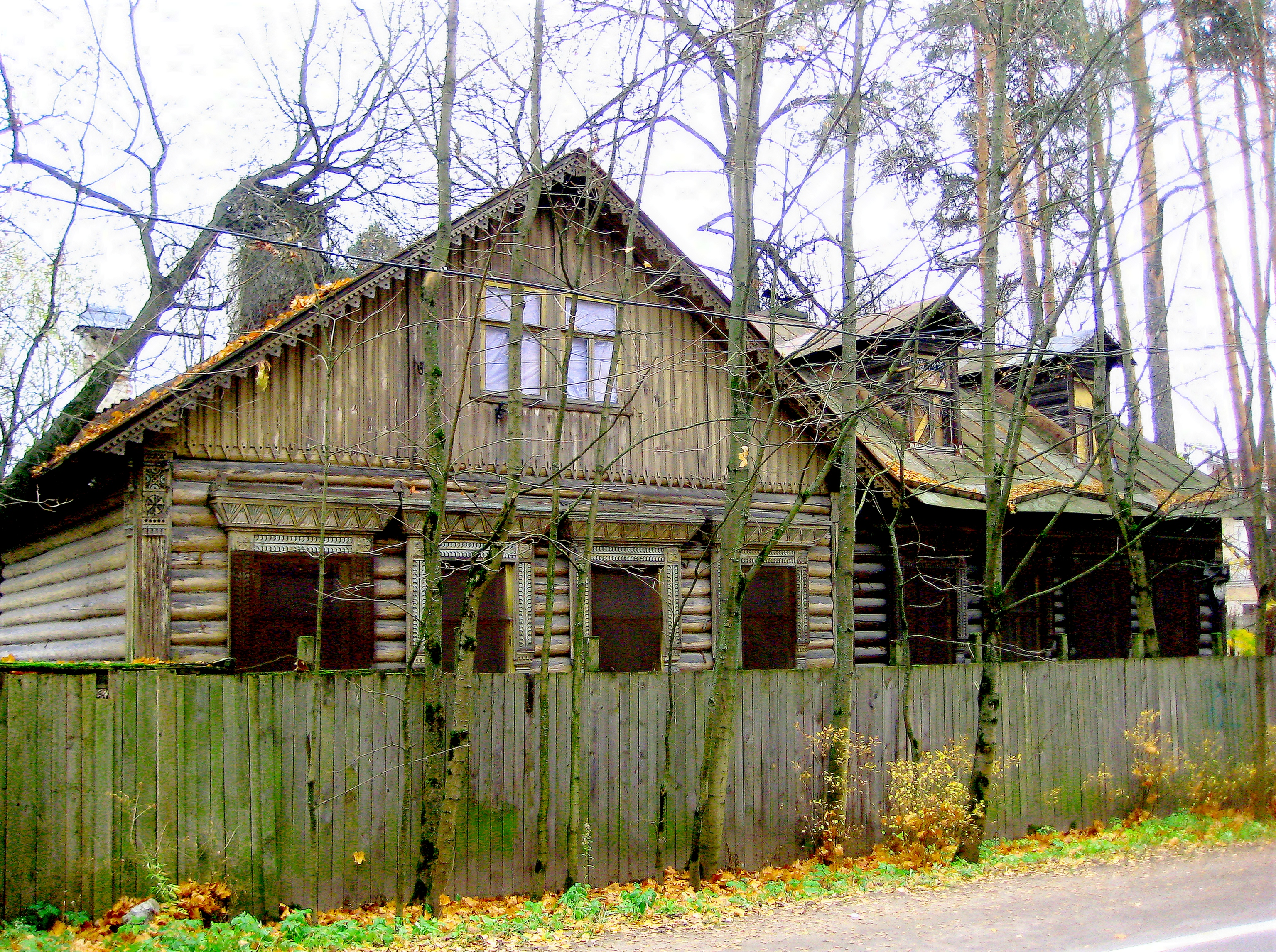
Дачный дом, Софийская, 5
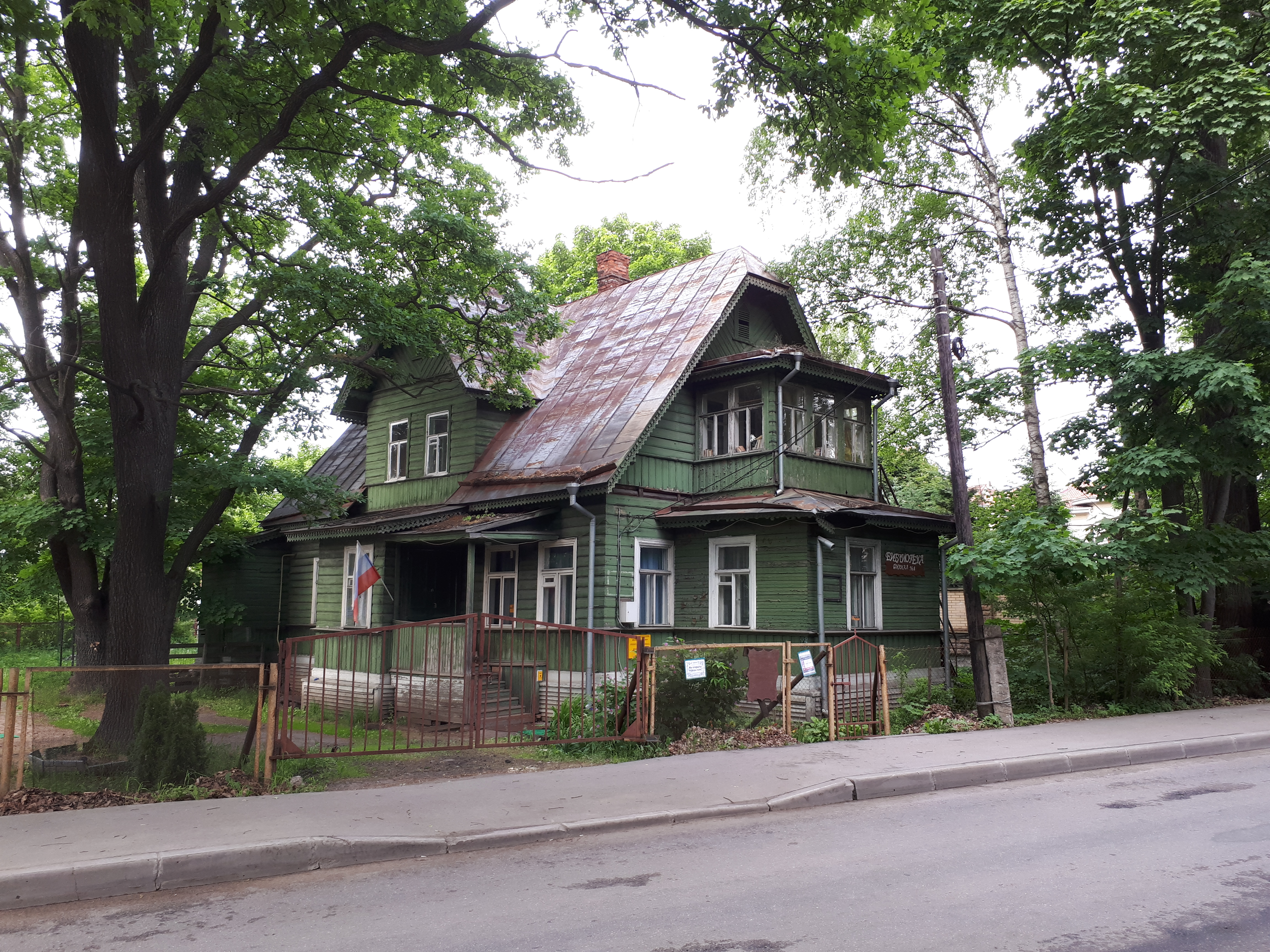
Библиотека (Елизаветинская, 8)

## Перспективы развития
Существуют планы соединения Софийской улицы и Шуваловского проспекта с устройством трамвайной линии, выходящей по улице Хошимина на проспект Просвещения.